# Pothyne elongata
Pothyne elongata är en skalbaggsart som beskrevs av Stefan von Breuning 1940. Pothyne elongata ingår i släktet Pothyne och familjen långhorningar. Inga underarter finns listade i Catalogue of Life.